# Robert Spencer (1er baron Spencer de Wormleighton)
Pour les articles homonymes, voir Robert Spencer (homonymie) et Spencer.
Robert Spencer, 1er baron Spencer de Wormleighton (1570 - 25 octobre 1627) est un noble anglais, pair, homme politique, propriétaire foncier et député de la famille Spencer.

## Biographie
Il est né à Althorp, Northamptonshire, fils de John Spencer et Mary, fille de Robert Catlyn (en).
Spencer occupe le poste de député de Brackley de 1597 à 1598. Il est commissaire aux rassemblements pour le Northamptonshire en 1600 et shérif du Northamptonshire pour 1601-1602. Il est investi chevalier de l'ordre de la Jarretière en 1601.
Anne de Danemark et le prince Henri viennent à Althorp le dimanche 25 juin 1603 en provenance de Dingley. Spencer les accueillent avec une représentation de The Entertainment at Althorp, écrite par Ben Jonson.
Robert Spencer est créé 1er baron Spencer de Wormleighton (dans la pairie d'Angleterre) le 21 juillet 1603. Le 5 août 1607, il est nommé avec Ralph Winwood représentant conjoint de l'Angleterre à La Haye dans les négociations de paix entre l'Espagne et les Pays-Bas.

## Famille
Le 15 février 1587, il épouse Margaret Willoughby, fille de Francis Willoughby (1547-1596) et d'Elizabeth Lyttelton. Robert a sept enfants de Margaret.
1. Mary Spencer (baptisée le 24 août 1588 - 14 juillet 1658) épouse Richard Anderson
2. Elizabeth Spencer (baptisée le 30 novembre 1589 - 19 novembre 1618) épouse George Fane
3. John Spencer (6 décembre 1590 – 16 août 1610)
4. William Spencer (2e baron Spencer) (baptisé le 4 janvier 1592 - 19 décembre 1636) épouse Penelope Wriothesley
5. Richard Spencer (royaliste) (en) (baptisé le 21 octobre 1593 - 1er novembre 1661) épouse Mary Sandys
6. Edward Spencer (baptisé 2 mars 1594 - 16 février 1655/1656) épouse Margaret Goldsmith
7. Margaret Spencer (14 août 1597 - 6 décembre 1613)